# Paweł Romocki

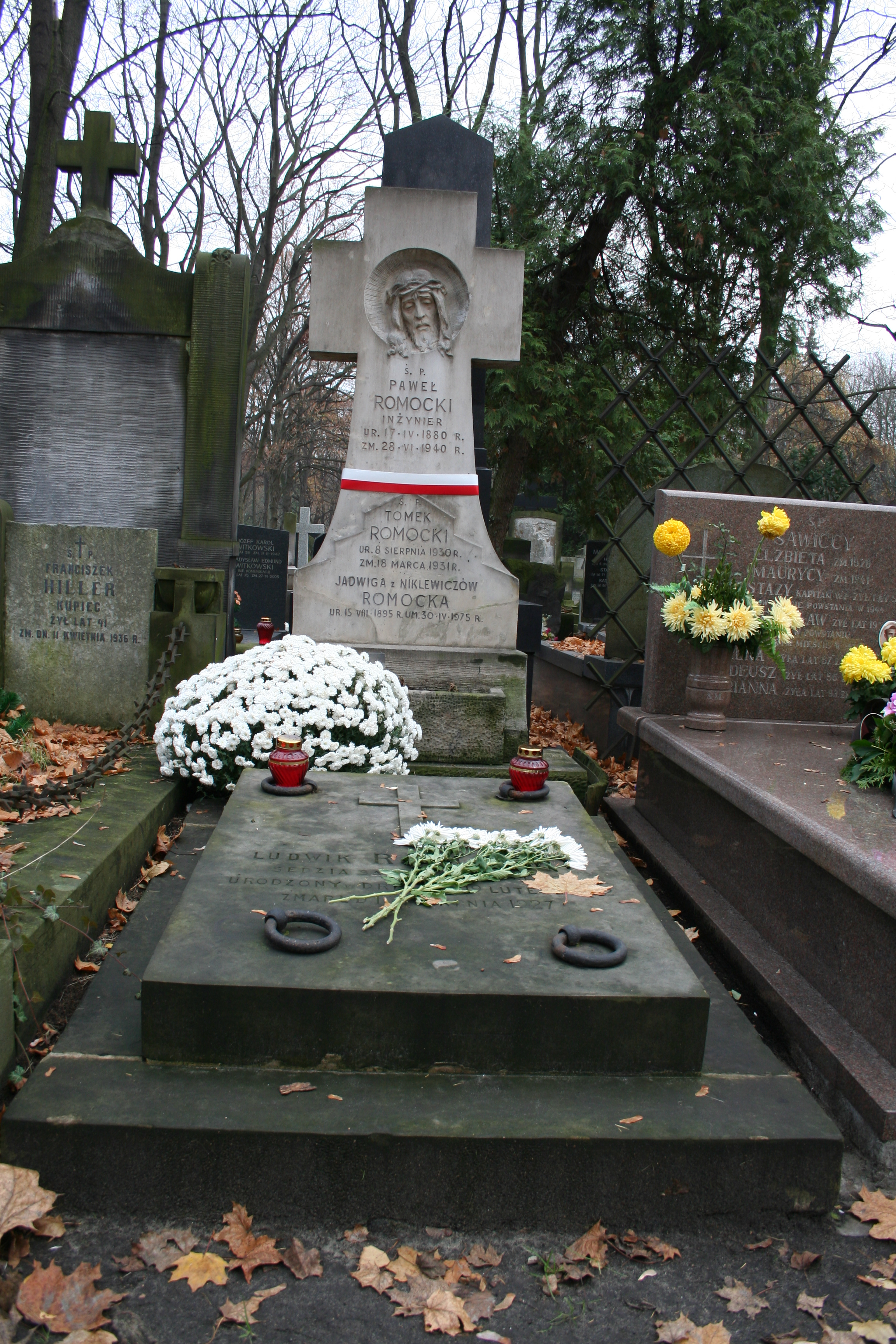
Grób Pawła Romockiego na Cmentarzu Powązkowskim Warszawie przed renowacją

Paweł Nepomucen Romocki herbu Prawdzic (ur. 17 kwietnia 1880 w Woli Marzeńskiej, zm. 28 czerwca 1940 w Warszawie) – inżynier technolog, major artylerii Wojska Polskiego, kawaler Orderu Virtuti Militari, poseł na Sejm I kadencji w II RP, radca Izby Przemysłowo-Handlowej w Krakowie w 1935 roku.

## Życiorys
W czasie I wojny światowej w I Korpusie Polskim generała Józefa Dowbora-Muśnickiego, żołnierz Polskiej Organizacji Wojskowej.
Absolwent Politechniki w Hanowerze (Königliche Technische Hochschule) i Instytutu Technologicznego w Petersburgu (Технологический Институт Императора Николая I). Do 1926 działacz Polskiego Stronnictwa Chrześcijańskiej Demokracji. W latach 1920–1922 kierownik Komitetu Przemysłowego przy Ministerstwie Spraw Wojskowych. W latach 1922–1926 poseł na Sejm RP z listy Chrześcijańskiego Związku Jedności Narodowej, był członkiem klubu Chrześcijańsko-Narodowego Stronnictwa Pracy. W latach 1926–1928 minister komunikacji w rządach Kazimierza Bartla i Józefa Piłsudskiego.
W latach 1928–1930 dyrektor Izby Przemysłowo-Handlowej w Wilnie. W 1932 Paweł Romocki wszedł w posiadanie części akcji Sierszańskich Zakładów Górniczych S.A. (większościowy pakiet udziałów należał do rodziny Potockich – linii krzeszowickiej) i został dyrektorem tych zakładów (po inż. Michale Dunajeckim), w skład których wchodziły liczne zakłady przemysłowe w dobrach Potockich (z rejonu Sierszy i Trzebini) z największym – kopalnią Artur w Sierszy. Funkcję dyrektora Sierszańskich Zakładów Górniczych sprawował do 1938, gdy został dyrektorem naczelnym Unii Polskiego Przemysłu Górniczo-Hutniczego w Katowicach.
Odznaczony Krzyżem Srebrnym Orderu Virtuti Militari (1922).
Zmarł tragicznie w okresie okupacji Polski potrącony przez niemiecki samochód. Został pochowany na Cmentarzu Powązkowskim w Warszawie (kwatera 236-VI-4).
W 2022 roku z inicjatywy premiera Mateusza Morawieckiego grób Romockiego został odnowiony. Cały projekt został realizowany przez Fundację Stare Powązki we współpracy z Kancelarią Prezesa Rady Ministrów.

### Życie prywatne
W 1922 roku ożenił się z Jadwigą Niklewicz (1895–1975) i mieli razem trzech synów: Andrzeja (1923–1944), Jana (1925–1944) i Tomasza (1930–1931).
Paweł Romocki wraz z żoną i najmłodszym synkiem spoczywają w grobowcu rodzinnym na cmentarzu Powązkowskim w Warszawie (kw. 236–VI–4). Synowie Andrzej i Jan byli żołnierzami Batalionu "Zośka" Armii Krajowej. Walczyli w jego szeregach  w powstaniu warszawskim, zginęli w walce. Zostali pochowani w kwaterze batalionu „Zośka” na cmentarzu Wojskowym na Powązkach w Warszawie (kwatera A20-5-23). Obaj bracia byli kawalerami Virtuti Militari.

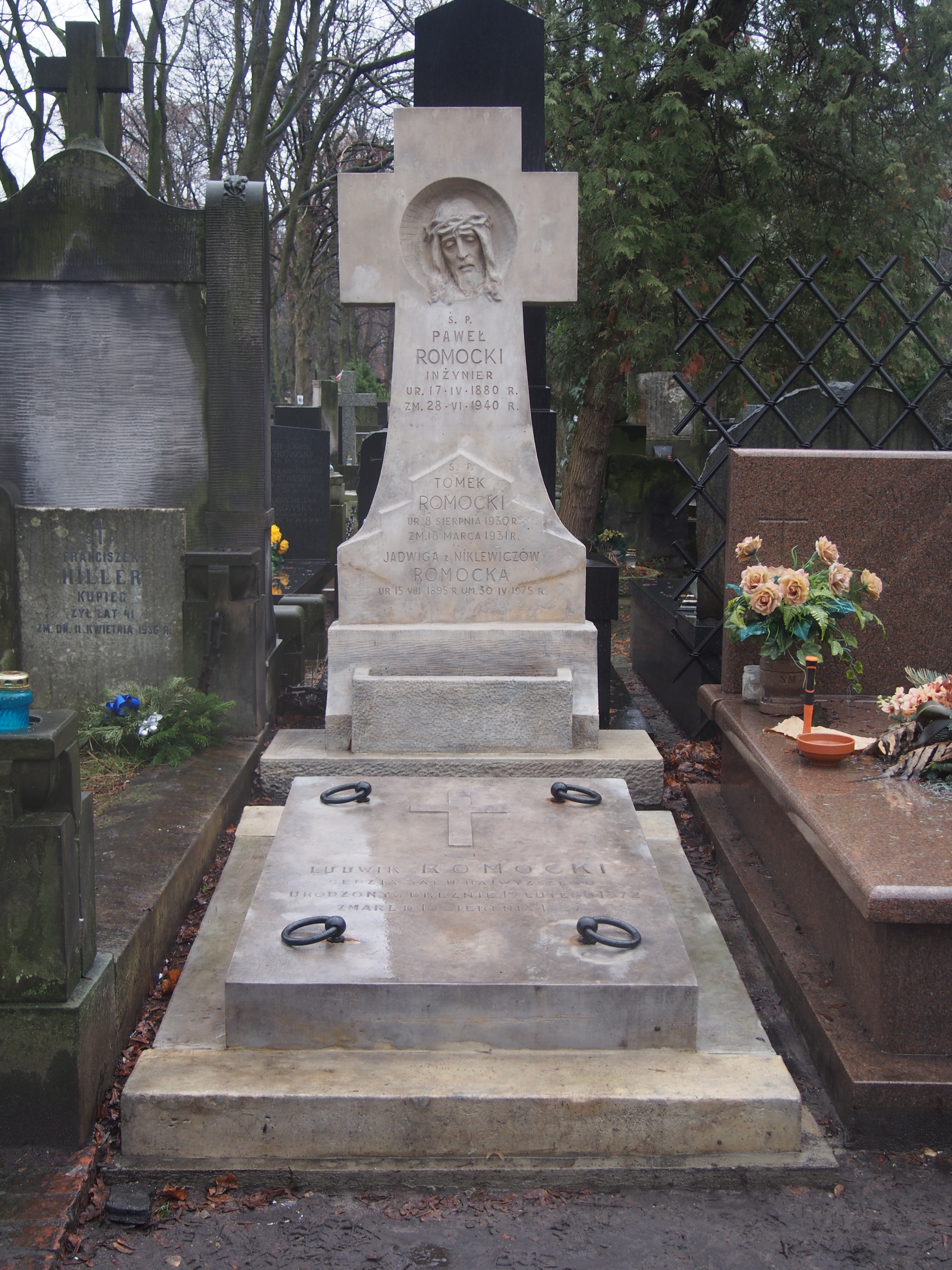
Grób Pawła Romockiego po renowacji w 2022 roku